# Better Than Love
"Better Than Love" é uma canção da dupla britânica de synthpop Hurts, presente em seu álbum de estreia Happiness. Foi lançado como o primeiro single do álbum em 23 de maio de 2010 no Reino Unido, onde chegou a posição de número cinquenta na UK Singles Chart. Também conseguiu entrar nas paradas musicais na Bélgica e na Holanda.

## Videoclipe
O vídeo foi colocado na conta oficial do Hurts no YouTube em 28 de abril de 2010, seguido de um trailer postado no dia anterior. Este é o primeiro videoclipe feito profissionalmente, apresenta Theo Hutchcraft e Adam Anderson, em uma sala de audição cercada por mulheres vestidas com roupas semelhantes. Como Anderson toca piano, Hutchcraft assiste as audições no reflexo do espelho do salão. O vídeo foi filmado em Bucareste, na Roménia, no estúdio Buftea, juntamente com a atriz romena Laura Cosoi e outras atrizes da mesma nacionalidade.

## Faixas
- CD Single

1. "Better Than Love" (Radio Edit) – 3:32
2. "Mother Nature" – 2:50

- 7" Vinil

1. "Better Than Love" (Radio Edit) – 3:32
2. "Mother Nature" – 2:50

- Single iTunes

1. "Better Than Love" (Radio Edit) – 3:32
2. "Better Than Love" (Jamaica Remix) – 4:19

- EP iTunes

1. "Better Than Love" (Radio Edit) – 3:32
2. "Better Than Love" (Tiefschwarz Mix) – 8:48

- CD Single/12" Vinil Italiano

1. "Better Than Love" – 3:32
2. "Better Than Love" (Italoconnection Remix) – 5:14

## Créditos
- Hurts – letras, música e produção
- Joseph Cross – música e produção
- Jonas Quant – produção
- Spike Stent – mixagem

Fonte:

## Desempenho nas paradas musicais
| País/Parada (2010)                        | Melhor posição |
| ----------------------------------------- | -------------- |
| Bélgica (Ultratop 40 Flandres)            | 12             |
| Chéquia (IFPI)                            | 54             |
| Holanda (MegaCharts)                      | 88             |
| Reino Unido (The Official Charts Company) | 50             |